# Karadak
Karadak (en serbe cyrillique : Карадак) est un village de Serbie situé dans la municipalité de Raška, district de Raška. Au recensement de 2011, il comptait 56 habitants.

## Démographie
| 1948 | 1953 | 1961 | 1971 | 1981 | 1991 | 2002 | 2011 |
| ---- | ---- | ---- | ---- | ---- | ---- | ---- | ---- |
| 145  | 133  | 128  | 117  | 105  | 95   | 72   | 56   |

|  |